# Echium arenarium
Echium arenarium Guss. es una especie perteneciente a la familia de las boragináceas.

## Distribución geográfica
Es una planta endémica de la región del mediterráneo occidental. En España en Alicante y las Islas Baleares. 

## Hábitat
Se encuentra en los arenales y campos baldíos del litoral. 

## Descripción
Es una pequeña hierba cubierta por pelos rígidos largos que se ramifica desde la base. Las flores son tubulares de color azul intenso con los estambres incluidos dentro de la corola, aspecto que la diferencia del resto de especies del mismo género. Se puede confundir con E. calycinum, pero en esta última especie los segmentos del cáliz son más anchos (3–6 mm, que la de E. arenarium de 2–3 mm) y las flores de color azul celeste. 

## Taxonomía
Echium arenarium fue descrita por Giovanni Gussone  y publicado en Ind. Sem. Hort. Boccadifalco 5 1825.
Citología
Número de cromosomas de Echium arenarium (Fam. Boraginaceae) y táxones infraespecíficos: n=8
Etimología
Echium: nombre genérico que deriva del griego echium, lo que significa víbora, por la forma triangular de las semillas que recuerdan vagamente a la cabeza de una víbora.
arenarium: epíteto latino que significa "que se encuentra en la arena".
Sinonimia
- Echium delileanum Lojac.
- Echium sieberi (A.DC.) Lojac.[4]
- Echium diffusum Guss.
- Echium prostratum Sieber ex A.DC.[5]